# Polites peckius
Polites peckius là một loài bướm thuộc họ Bướm nhảy. Nó sinh sống trên khắp Canada từ British Columbia, như xa phía bắc như Cartwright, Labrador; Moar Lake, Ontario; Leaf Rapids, Manitoba, và khu vực sông Hay ở Alberta. Tại Mỹ, nó dao động trong hầu hết các tiểu bang miền Bắc và miền Trung, ngoại trừ trên bờ biển phía tây. Nó bay quanh năm ở cực nam và di cư về phía bắc vào mùa hè và mùa thu. Sải cánh 19–27 mm.
Ấu trùng ăn loài 

## Hình ảnh

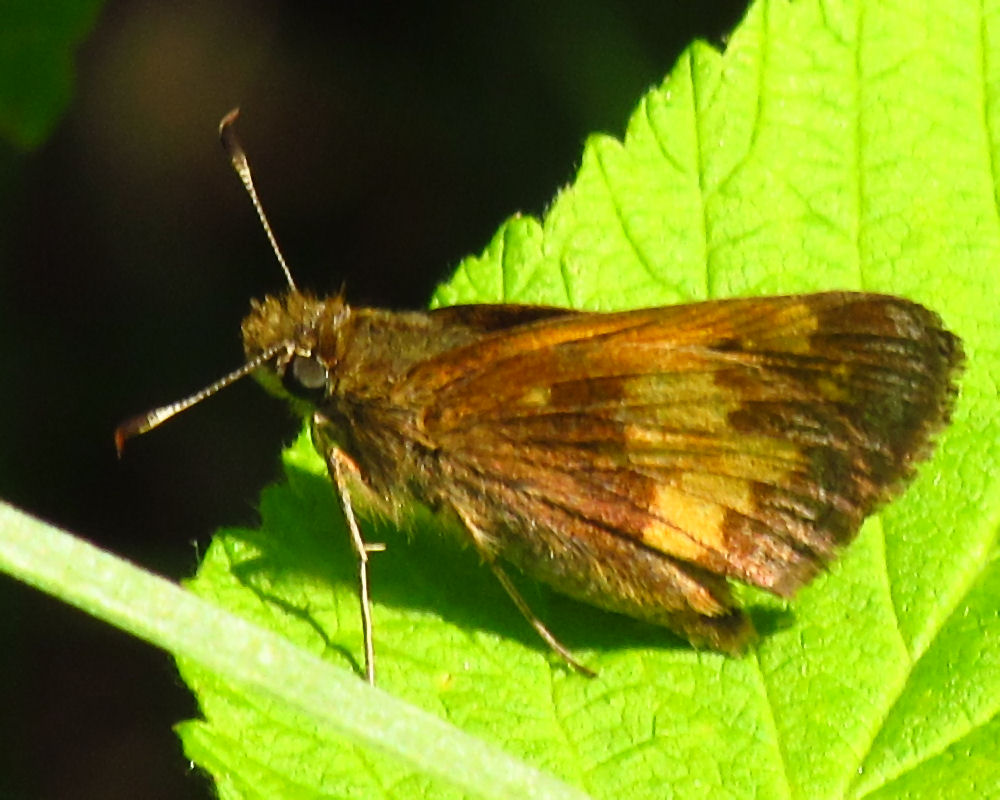
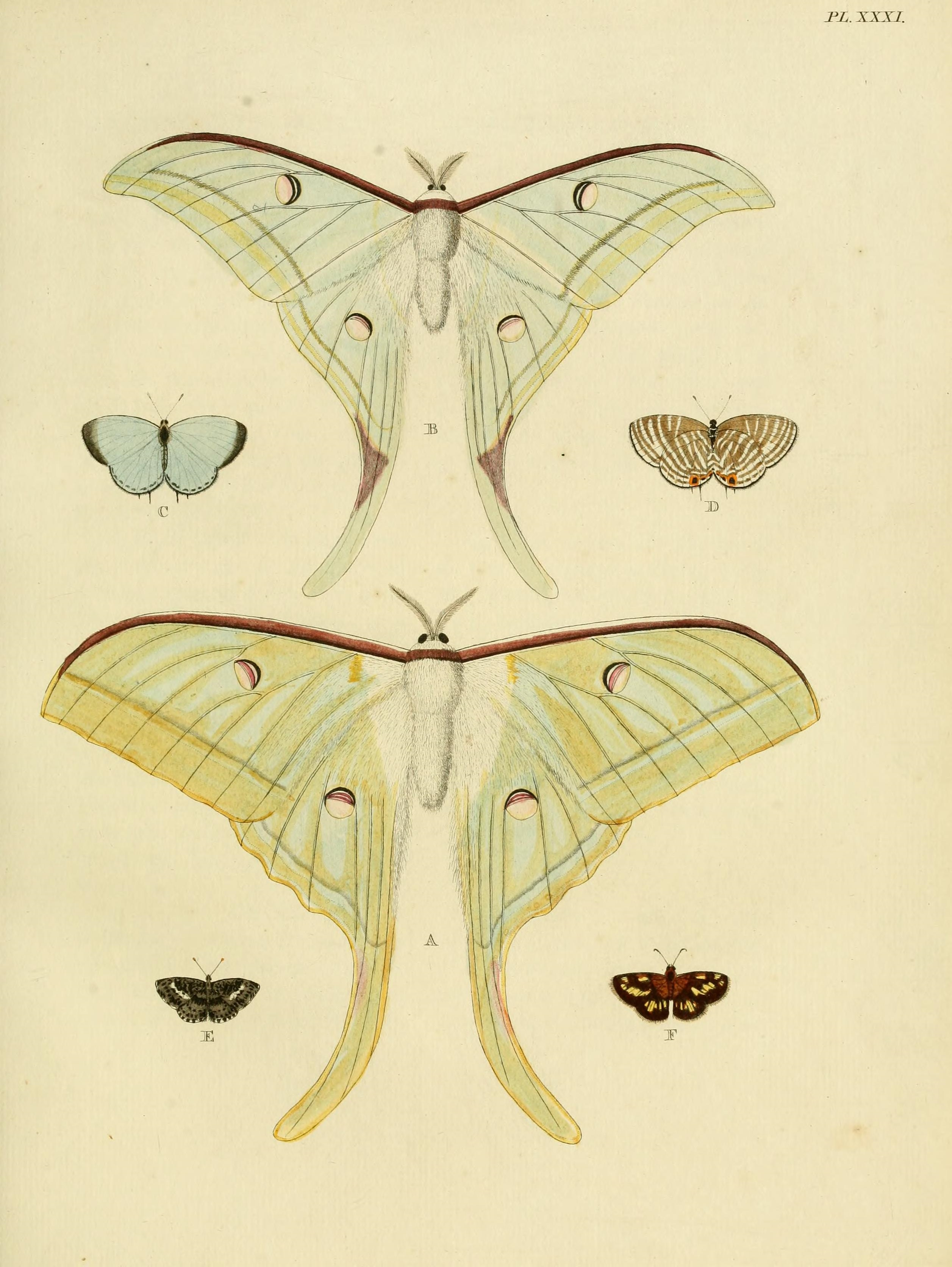
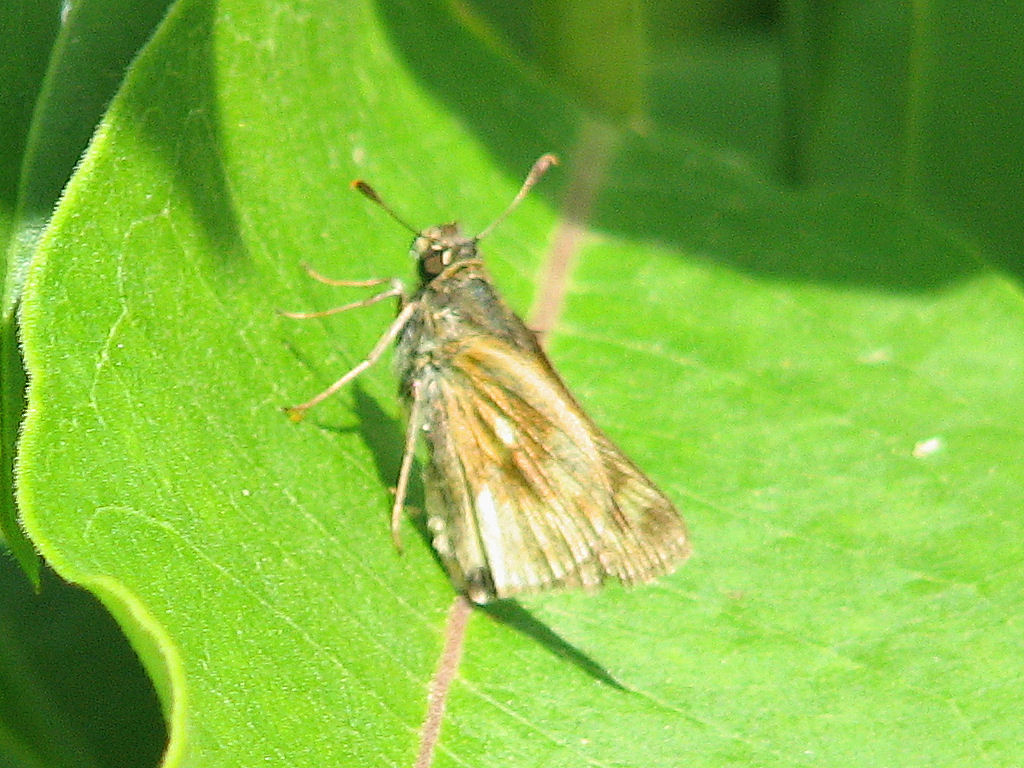
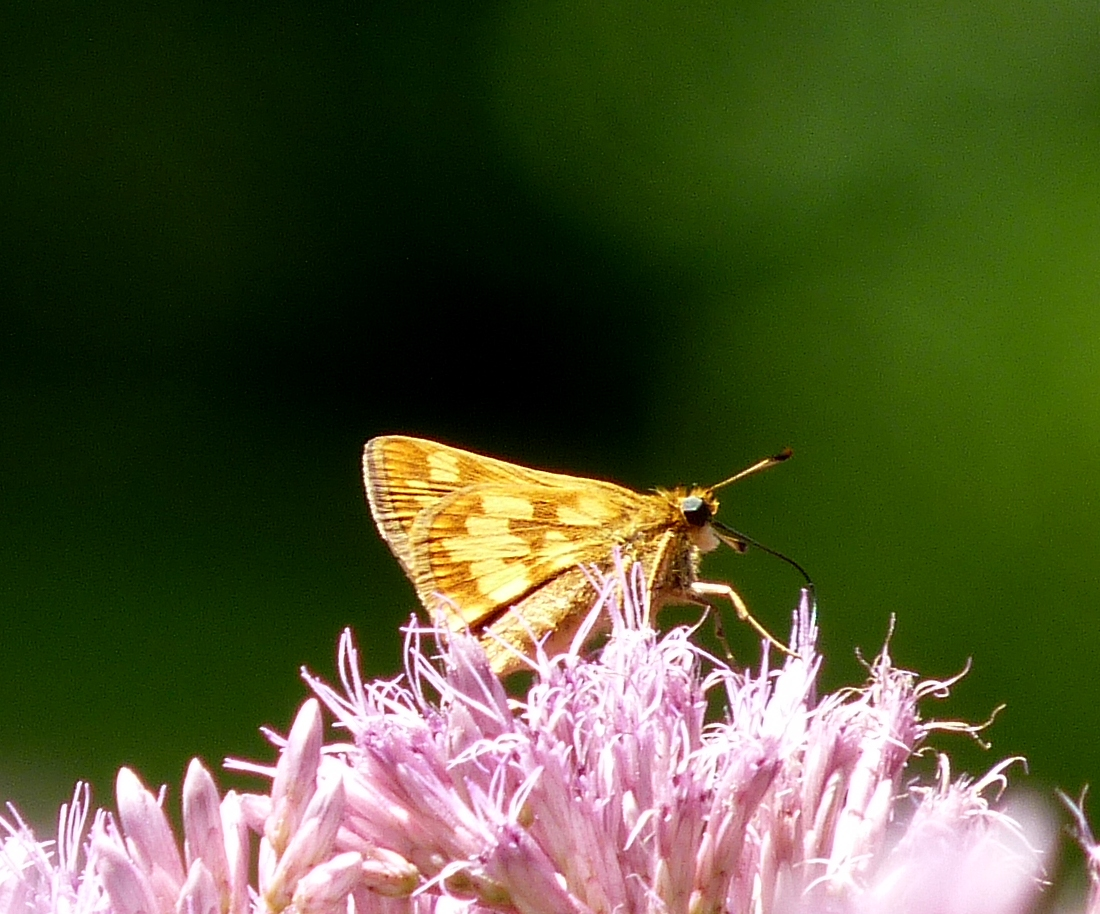